# Geordie Shore/Staffel 8
Die Dreharbeiten der achten Staffel von Geordie Shore fanden gewöhnlicherweise in Newcastle upon Tyne statt. Ihre Erstausstrahlung erfolgte am 22. Juli 2014. Nachdem Sophie die Serie verlassen hat, bereichern Aaron, welcher bereits in Staffel 2 als Hollys One-Night-Stand einen Gastauftritt hatte sowie Kyle den Cast.
| Cast members | Series 8 | Series 8 | Series 8 | Series 8 | Series 8 | Series 8 | Series 8 | Series 8 |
| Cast members | 1        | 2        | 3        | 4        | 5        | 6        | 7        | 8        |
| Aaron        |          |          |          |          |          |          |          |          |
| Charlotte    |          |          |          |          |          |          |          |          |
| Gaz          |          |          |          |          |          |          |          |          |
| Holly        |          |          |          |          |          |          |          |          |
| James        |          |          |          |          |          |          |          |          |
| Kyle         |          |          |          |          |          |          |          |          |
| Marnie       |          |          |          |          |          |          |          |          |
| Scott        |          |          |          |          |          |          |          |          |
| Vicky        |          |          |          |          |          |          |          |          |
| ------------ | -------- | -------- | -------- | -------- | -------- | -------- | -------- | -------- |

Legende
| No. in Serie | No. in Staffel | Erstausstrahlung (UK) | Dauer   | Einschaltquoten (UK) | Zusammenfassung |
| ------------ | -------------- | --------------------- | ------- | -------------------- | --- |
| 55           | 1              | 22. Juli 2014         | 45 Min. | 1.162.000            | Die Geordies sind zurück in der Stadt. Es wird wieder gefeiert, rumgemacht und abgegangen. Alle freuen sich über den Neuzugang Aaron, und Marnie verspricht, die Finger von den Jungs zu lassen – landet dann aber schon in der ersten Nacht mit Gaz im Bett.  |
| 56           | 2              | 29. Juli 2014         | 45 Min. | 1.160.000            | Gaz wird eifersüchtig, als Marnie mit dem neuen Bewohner Aaron flirtet. Alle sind total begeistert, als Vicky ins Haus zurückkehrt. Und dann gehen die Geordies mit reichlich Tequila auf eine ganz besondere Single-Partytour.                                |
| 57           | 3              | 5. August 2014        | 45 Min. | 1.175.000            | Charlotte ist zurück! Aber der Zeitpunkt ist denkbar schlecht, denn sie platzt mitten in ein Doppeldate rein und findet heraus, was zwischen Gaz und Marnie läuft. Der Neue, Aaron, gewinnt ein Date mit Holly, gesteht aber, sich in Vicky verguckt zu haben. |
| 58           | 4              | 12. August 2014       | 45 Min. | 1.031.000            | Nach Charlottes Rückkehr fragen sich alle, ob Gaz und Marnie weiter miteinander schlafen werden. Außerdem führt es die Mitbewohner mit Geordie Tours nach Manchester, wo sie das Geordie-Motto für Single-Abende weitergeben: Alkohol und Knutscherei.         |
| 59           | 5              | 19. August 2014       | 45 Min. | 936.000              | Als Aaron hört, dass Vicky und die Mädels über sein drittes Date mit Vicky herziehen, wird es im Haus turbulent. Und während die Jungs auf der Arbeit sind, werden die Mädels von einem neuen Bewohner überrascht. Kyle zieht ein und wird Teil der Familie.   |
| 60           | 6              | 26. August 2014       | 45 Min. | 1.053.000            | Neuankömmling Kyle macht es sich im Haus bequem, indem er die Nacht mit Holly verbringt. Die Geordies starten eine internationale Knutsch-Tour, als sie nach Reykjavik in Island fliegen, um so richtig abzufeiern.                                            |
| 61           | 7              | 2. September 2014     | 45 Min. | 1.022.000            | Nachdem sie die Typen, Mädels und Geysire vor Ort besichtigt haben, machen sich die Geordies wieder auf den Heimweg. Zu Hause bricht die Hölle los, als Aaron und Scott die Wahrheit über Gaz und Marnie und über Gaz’ zweifelhaften „Ehrencodex“ erfahren.    |
| 62           | 8              | 9. September 2014     | 50 Min. | 1.063.000            | Es ist das Staffelfinale: Werden Aaron und Marnie endlich ein Paar? Und schließen Scott und Gaz Frieden, nachdem Gaz gegen seinen eigenen Männerkodex verstoßen hat? Charlotte und Holly kündigen die allererste Geordie-Shore-Hochzeit an.                    |